# Hicham Aboucherouane
 (février 2024).
Si vous disposez d'ouvrages ou d'articles de référence ou si vous connaissez des sites web de qualité traitant du thème abordé ici, merci de compléter l'article en donnant les références utiles à sa vérifiabilité et en les liant à la section « Notes et références ».
Hicham Aboucherouane, né le 2 avril 1981 à El Aounat est un footballeur international marocain devenu entraîneur. Durant sa carrière de joueur, entre 1999 et 2012, il évolue au poste d'attaquant. Actuellement, il occupe le poste d'entraîneur-adjoint au Raja Club Athletic, club où il joué la majorité de sa carrière.

## Biographie
Au 31 janvier 2006, il comptait 14 sélections olympiques et 15 sélections A (dont 6 obtenus lors de sa saison Lilloise)
En avril 2003, il effectue un essai à Southampton qui s'avère concluant, toutefois les autorités Anglaises refusent de lui délivrer un permis de travail pour cause de non-conformité avec les règlements de la Fédération Anglaise qui exige que le joueur étranger recruté ait disputé 75 % des matchs officiels joués par son équipe nationale au cours des deux dernières années. Malheureusement, et bien qu’il ait présenté un certificat médical pour justifier son absence lors des deux matches qui lui manquaient, la fédération anglaise resta inflexible.
En octobre 2003, il passe quelques semaines au sein du Qatar SC, mais des problèmes dans le paiement de son transfert avortent celui-ci...
Son transfert au LOSC doit beaucoup à Alain Fiard membre de la cellule de recrutement du club et ancien entraineur du Raja en 2004 (Hicham a donc évolué sous sa direction)
Le nom Aboucherouane est tellement grand qu'il ne tient pas sur le dos du maillot. Les dirigeants lillois ont décidé de n'inscrire sur le maillot que le prénom Hicham.
En 2007, il est transféré chez l'Espérance de Tunis pour 950 000 Euros pour un salaire de 45 000 Dollars par mois, Ce qui l'aide à réintégrer l'équipe Nationale du Maroc.
Lors de la CAN 2008, Aboucherouane inscrit un but mémorable contre la Guinée (défaite 3-2) sur une frappe des 30 mètres.
Lors de la finale de la Coupe de Tunisie en 2008, Aboucherouane a été l'homme du Match en inscrivant les 2 buts de la victoire.
Le 17 août 2008, Boucha quitte le camp espérantiste pour rejoindre l'équipe saoudien de Jeddah, al Itihad. Ce transfert, qui a coûté plus de 1,6 million d'euros, laisse de bons souvenirs dans l'esprit des supporters de l'Espérance de Tunis.
Le 14 août 2010, Aboucherouane rejoint son club d'origine, le Raja Club Athletic.
Le 14 juin 2011, Aboucherouane rejoint le club qatari Al d'Ahli.
Le 12 juillet 2012, Aboucherouane rejoint le club de la région parisienne l'OFC Les Mureaux où il met un terme à sa carrière en 2014.
| Caps | Date       | Match                 | Lieu           | Score | Compétition      | But |
| 1    | 20/11/2002 | Maroc - Mali          | Rabat          | 1 - 3 | Amical           | --  |
| 2    | 12/02/2003 | Sénégal - Maroc       | Paris          | 0 - 1 | Amical           | --  |
| 3    | 20/06/2003 | Maroc - Gabon         | Rabat          | 2 - 0 | Elim. CAN 2004   | --  |
| 4    | 18/02/2004 | Maroc - Suisse        | Rabat          | 2 - 1 | Amical           | --  |
| 5    | 09/02/2005 | Maroc - Kenya         | Rabat          | 5 - 1 | Elim.CAN/CM 2006 | --  |
| 6    | 15/11/2005 | Cameroun - Maroc      | Clairefontaine | 0 - 0 | Amical           | --  |
| 7    | 09/01/2006 | Maroc - RD Congo      | Rabat          | 3 - 0 | Amical           | 1   |
| 8    | 14/01/2006 | Maroc - Zimbabwe      | Marrakech      | 1 - 0 | Amical           | --  |
| 9    | 21/01/2006 | Côte d’Ivoire - Maroc | Le Caire       | 1 - 0 | CAN 2006         | --  |
| 10   | 24/01/2006 | Egypte - Maroc        | Le Caire       | 0 - 0 | CAN 2006         | --  |
| 11   | 28/01/2006 | Libye - Maroc         | Le Caire       | 0 - 0 | CAN 2006         | --  |
| 12   | 08/09/2007 | Ghana - Maroc         | Rouen          | 2 - 0 | Amical           | --  |
| 13   | 17/10/2007 | Maroc - Namibie       | Rabat          | 2 - 0 | Amical           | --  |
| 14   | 21/11/2007 | Sénégal - Maroc       | Créteil        | 0 - 3 | Amical           | 1   |
| 15   | 16/01/2008 | Maroc - Angola        | Rabat          | 2 - 1 | Amical           | 1   |
| 16   | 21/01/2008 | Maroc - Namibie       | Accra          | 5 - 1 | CAN 2008         | --  |
| 17   | 24/01/2008 | Maroc - Guinée        | Accra          | 2 - 3 | CAN 2008         | 1   |
| 18   | 28/01/2008 | Ghana - Maroc         | Acrra          | 2 - 0 | CAN 2008         | --  |
| 19   | 26/03/2008 | Belgique - Maroc      | Bruxelles      | 1 - 4 | Amical           | --  |
| 20   | 31/05/2008 | Maroc - Ethiopie      | Casablanca     | 3 - 0 | Elim.CAN/CM 2010 | 1   |
| 21   | 07/06/2008 | Mauritanie - Maroc    | Nouakchott     | 1 - 4 | Elim.CAN/CM 2010 | --  |
| 22   | 14/06/2008 | Rwanda - Maroc        | Kigali         | 3 - 1 | Elim.CAN/CM 2010 | --  |
| 23   | 21/06/2008 | Maroc - Rwanda        | Casablanca     | 2 - 0 | Elim.CAN/CM 2010 | --  |
| 24   | 06/09/2008 | Oman - Maroc          | Mascate        | 0 - 0 | Amical           | --  |
| 25   | 19/11/2008 | Maroc - Zambie        | Casablanca     | 3 - 0 | Amical           | --  |
| 26   | 12/08/2009 | Maroc - Congo         | Rabat          | 1 - 1 | Amical           | --  |
| 27   | 10/10/2009 | Gabon - Maroc         | Libreville     | 3 - 1 | Elim.CM 2010     | --  |
| ---- | ---------- | --------------------- | -------------- | ----- | ---------------- | --- |

## Palmarès
Raja Club Athletic :
- Champion du Maroc en 2001, 2004 et 2011
- Coupe du trône en 2002 et 2005
- Coupe de la CAF en 2003
- Finaliste de la Ligue des champions de la CAF en 2002
- Meilleur joueur de la Ligue des champions de la CAF 2002
- Meilleur buteur de la Ligue des champions de la CAF 2002
- Meilleur buteur de la Coupe de la CAF 2003

 Espérance de Tunis :
- Coupe de Tunisie en 2007 et 2008

 Al Ittihad Djeddah :
- Champion  d'Arabie saoudite en 2009
- Finaliste de la Ligue des champions de l'AFC en 2009
- Meilleur buteur de la Champion  d'Arabie saoudite en 2009

 équipe du Maroc :
- Participation à la Coupe d'Afrique des nations 2006 puis à la Coupe d'Afrique des nations 2008